# Crunchbase
Crunchbase és una empresa que proporciona informació sobre empreses. El seu contingut inclou informació sobre inversions i finançament, persones en llocs de lideratge i notícies corporatives.

## Història
Crunchbase va ser fundada l'any 2007 per Michael Arrington com a base de dades externa per fer un seguiment de les startups que apareixen als articles de TechCrunch.
El setembre de 2010, AOL va adquirir Crunchbase.
El novembre de 2013, AOL va entrar en una disputa amb la startup Pro Populi per l'ús que l'empresa feia de tot el conjunt de dades de Crunchbase a les aplicacions que Pro Populi va desenvolupar tot i haver distribuït les dades sota la llicència d'atribució Creative Commons CC-BY. Pro Populi estava representat per Electronic Frontier Foundation. Finalment, AOL va admetre que Pro Populi podria continuar utilitzant el conjunt de dades, però va adoptar la llicència CC BY-NC per a futures revisions. Encara es pot descarregar una instantània del conjunt de dades de 2013 amb la llicència CC-BY al lloc web de Crunchbase.
El 2014, Crunchbase va afegir incubadores i socis de capital risc a la base de dades d'inici.
El 2015, Crunchbase va passar a ser privat, separant-se d'AOL, Verizon i TechCrunch. Crunchbase va anunciar llavors la recaptació de 8,5 milions de dòlars en finançament. L'any 2016, l'empresa va canviar de branca eliminant la carcassa del camell del seu nom (amb la "B" a "Base" ara es representa com a lletra minúscula) i va llançar el seu primer producte, la base de dades de pagament Crunchbase Pro. L'abril de 2017, Crunchbase va anunciar una sèrie B de 18 milions de dòlars de Mayfield Fund. Al mateix temps, Crunchbase va llançar dos nous productes: Crunchbase Enterprise i Crunchbase for Applications.
El 2018, Crunchbase va llançar Crunchbase Marketplace, que ofereix subscripcions a dades de tercers. L'any següent, Crunchbase va anunciar una Sèrie C de 30 milions de dòlars dirigida per Omers Ventures.

## Productes
El seu programari inclou eines per a l'anàlisi d'inversions, anàlisi de tendències, revisió del trànsit web i màrqueting. També porten notícies sobre startups. Crunchbase Pro és la seva eina de cerca en profunditat.